# Ciceronia
Ciceronia là một chi thực vật có hoa trong họ Cúc (Asteraceae).

## Loài
Chi Ciceronia gồm các loài: